# Moulay Bousselham
Moulay Bousselham (en àrab مولاي بو سلهام, Mūlāy Bū Salhām; en amazic ⵎⵓⵍⴰⵢ ⴱⵓⵙⵍⵀⴰⵎ) és una comuna rural de la província de Kénitra, a la regió de Rabat-Salé-Kenitra, al Marroc. Segons el cens de 2014 tenia una població total de 26.608 persones.